# 55ª Brigata fucilieri motorizzata da montagna delle guardie
La 55ª Brigata autonoma fucilieri motorizzata da montagna delle guardie (in russo 55-я отдельная гвардейская мотострелковая бригада (горная)?, 55-ja otdel'naja gvardejskaja motostrelkovaja brigada (gornaja), unità militare 55115) è un'unità di fanteria da montagna delle Forze terrestri russe, subordinata alla 41ª Armata combinata delle guardie del Distretto militare centrale e con base a Kyzyl.

## Storia
Nell'aprile 2014 è stato riportato che una nuova brigata di fanteria da montagna sarebbe stata reclutata sul territorio di Tuva. La brigata è stata costituita nel novembre 2015, con personale a contratto nativo per la maggior parte della Repubblica di Tuva. Nel 2018 è stata dotata di un'unità UAV, equipaggiata con droni Orlan-10 e Eleron-3.
È stata impiegata nel corso dell'invasione russa dell'Ucraina del 2022, occupando la parte settentrionale del paese. Il 3 marzo le truppe della brigata sono entrate nel villaggio di Jahidne, nei pressi di Černihiv, dove hanno imprigionato alcune centinaia di civili nel seminterrato della scuola dove era stato stabilito il quartier generale dell'unità, fra cui un bambino di 6 settimane e numerosi anziani, i quali hanno iniziato a morire a causa della mancanza di cibo e medicine. L'Alto commissario dell'ONU per i diritti umani ha dichiarato che "360 residenti, compresi 74 bambini e 5 disabili, sono stati rinchiusi per 28 giorni nel seminterrato dell'edificio, costretti a restare in piedi a causa del sovraffollamento del locale ed essendo privi di servizi igienici, acqua e ventilazione. Dieci anziani sono morti". Nove militari russi sono stati accusati dalla procura ucraina per aver commesso crimini di guerra nel villaggio di Jahidne. L'ufficiale responsabile dell'organizzazione di questo centro di prigionia, il tenente anziano Čalym Čuldum-ool, è stato insignito del titolo di Eroe della Federazione Russa il 30 maggio 2024.

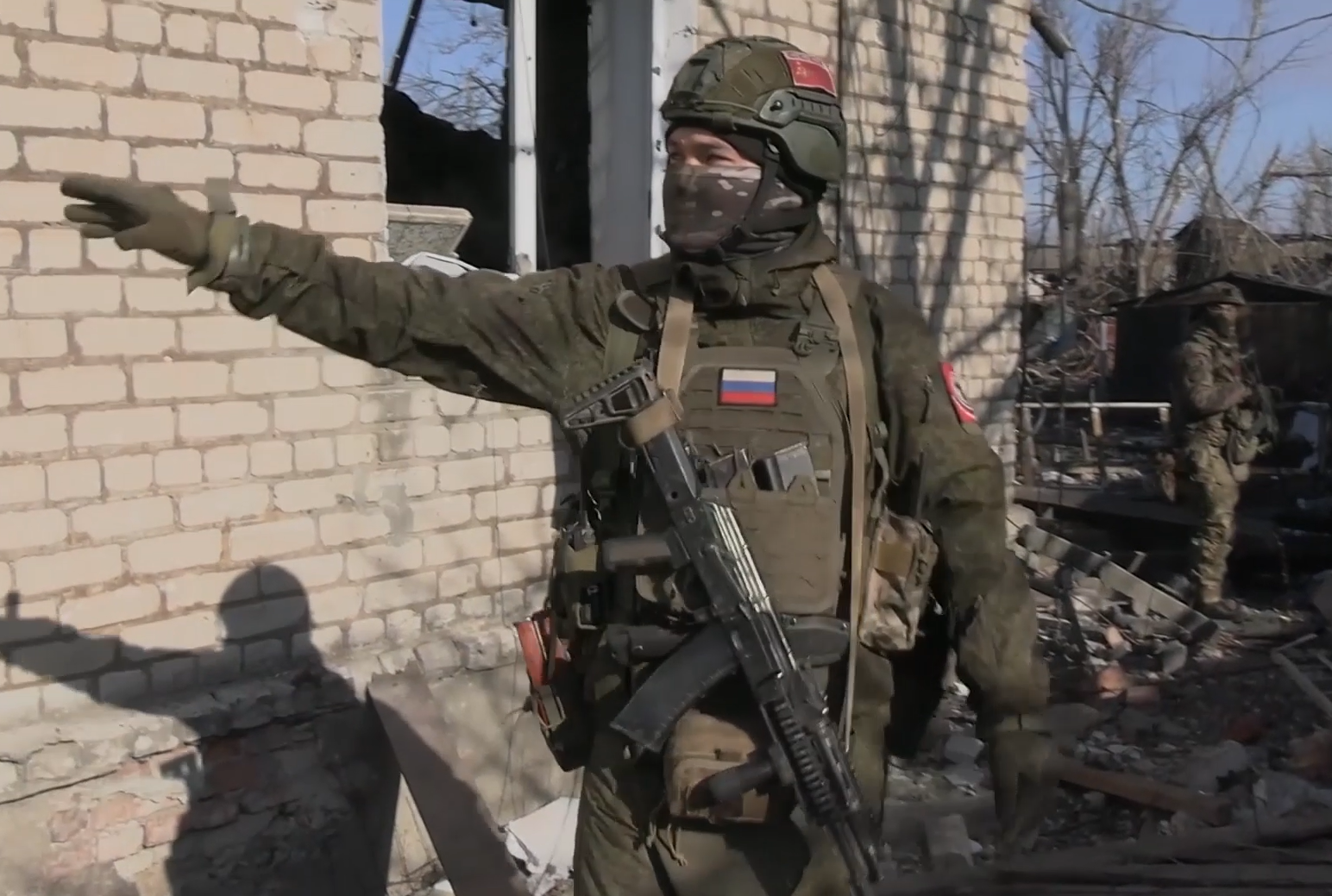
Soldati tuvani della 55ª Brigata fucilieri motorizzata da montagna perlustrano le rovine di Avdiivka dopo la caduta della città, febbraio 2024.

In seguito al fallimento dell'offensiva su Kiev e alla conseguente ritirata delle formazioni russe dall'Ucraina settentrionale la brigata ha perso numerosi veicoli nell'oblast' di Černihiv, prima di essere rischierata nel settore di Izjum ad aprile. Nei mesi successivi di maggio e giugno i maggiori Aleksej Moskovčenko, vice comandante per gli armamenti di uno dei battaglioni della brigata, e Dmitrij Komarov, capo della difesa NBC di uno dei battaglioni, sono stati uccisi in azione. Ad agosto ha preso parte alla battaglia di Lyman e alla conseguente cattura della città. Ha continuato a operare nella regione di Charkiv fino alla controffensiva ucraina del settembre 2022, a causa della quale è stata ritirata verso Kreminna. A ottobre ha condotto, insieme a elementi della 200ª Brigata fucilieri motorizzata delle guardie, un contrattacco nell'area di Kup"jans'k verso le posizioni difese dalla 92ª Brigata meccanizzata ucraina, che è stato respinto. A dicembre ha preso parte a una serie di contrattacchi nel settore di Svatove, costituendo un BTG congiunto con la 35ª Brigata fucilieri motorizzata delle guardie, venendo nuovamente respinta con perdite. Nel corso del 2023 è rimasta schierata lungo la linea Kreminna-Svatove. All'inizio di febbraio truppe mobilitate dalla Repubblica di Tuva e inizialmente inquadrate nei reparti della Repubblica Popolare di Doneck sono state trasferite alla 55ª Brigata dopo che i soldati erano stati minacciati e picchiati dai propri superiori.
A metà ottobre 2023 la brigata è stata trasferita nella regione di Donec'k, dove ha preso parte all'offensiva russa contro la città di Avdiïvka attaccando da sud le posizioni difese dalla 53ª Brigata meccanizzata ucraina insieme a due brigate della Repubblica Popolare di Doneck ma senza ottenere risultati di rilievo. La brigata è rimasta in azione anche nel 2024, venendo promossa a unità delle guardie il 3 gennaio. Ha preso parte alla fase finale dell'offensiva, che si è conclusa con il successo dei russi e la completa conquista di Avdiïvka il 17 febbraio. I soldati della brigata hanno raggiunto per primi il parco centrale della città e innalzato le loro bandiere, compresa quella della Repubblica di Tuva, sul monumento commemorativo dedicato al soldato sovietico. Per il suo comportamento in battaglia ad Avdiïvka e i risultati raggiunti, la 55ª Brigata fucilieri motorizzata è stata tra le unità dell'esercito russo segnalate e ringraziate pubblicamente dal comandante in capo supremo, il presidente Vladimir Putin, con un messaggio indirizzato al comandante del Distretto militare centrale, generale Andrej Mordvičev. Nel corso di quattro mesi di battaglia l'unità avrebbe subito perdite pari a oltre il 60% degli effettivi. Al fine di mantenere la capacità operativa per tutta la durata delle operazioni la brigata è stata rinforzata dal 1441º e dal 1452º Reggimento fucilieri motorizzato (unità militare 95382 e 95394), costituiti con personale mobilitato rispettivamente a Tockoe e Iskitim.
In seguito alla caduta di Avdiïvka la brigata, insieme alla 35ª e alla 74ª Brigata fucilieri motorizzata, ha continuato la spinta offensiva verso ovest conquistando il 24 febbraio anche il villaggio di Lastočkyne, costringendo le truppe ucraine a ripiegare. Alla fine di aprile è stata fra le brigate russe ad essere impiegate nella conquista, sfruttando una rotazione ucraina, del villaggio di Očeretyne. Alla fine di maggio, insieme alla 27ª Divisione e alla 30ª, 35ª e 132ª Brigata fucilieri motorizzata, ha lanciato un importante assalto in direzione di Kalynove e Novooleksandrivka, a nord di Očeretyne, inizialmente senza ottenenere nessun guadagno territoriale. Il 6 luglio è stato ucciso in azione il vice comandante e commissario politico del 1441º Reggimento subordinato alla brigata, tenente colonnello Igor Goloborod'ko. Nei mesi successivi la brigata è riuscita ad avanzare in direzione di Pokrovs'k, operando sul fianco ovest della città insieme alla 74ª Brigata. Secondo documenti della 41ª Armata combinata ottenuti dall'intelligence ucraina, al 1º giugno 2025 la brigata avrebbe subito durante il conflitto perdite confermate pari a 1430 morti e 1467 dispersi. Durante l'estate la brigata ha continuato a combattere a sud di Pokrovs'k e Myrnohrad insieme alle altre unità della 41ª Armata.

## Comandanti
- Colonnello Andrej Šeluchin (2015-2016)
- Maggior generale Andrej Choptjar (2016-2017)
- Colonnello Ramil' Ibatullin (gennaio 2018-2019)[34]
- Colonnello Eduard Skvorcov (2019-2021)
- Colonnello Denis Barilo (2021-in carica)